# FC ŠTK 1914 Šamorín
Az ŠTK 1914 Šamorín egy szlovák labdarúgócsapat, melynek székhelye Somorja városában található. A klubot 1914-ben alapították. A 2009–2010-es szezonban feljutott a szlovák harmadosztályba. A 2015–16-os szezonban a klub feljutott a szlovák másodosztályba, és azóta ott szerepelnek.

## Klubtörténet
A klubot 1914. július 1-jén alapították (eredeti neve magyarul: Somorjai Testgyakorlók Köre). Első stadionjukat 1931 júniusában adták át Pomléban, Somorján. Az első mérkőzésük az új stadionban az FSV Bécs ellen zajlott, ahol 1 500 néző előtt 2–0-s győzelmet arattak. A klub elnöke, Csutora Norbert, 2010 decemberében megállapodást kötött a HC Slovan Bratislava régi stadionjának ülőhelyeinek beszerzésére. Az új, kényelmes székek több mint 500 férőhelyet biztosítottak a szurkolóknak, lecserélve a korábbi padokat.
2015-ben az STK Šamorín partnerségi megállapodást kötött a híres brazil Fluminense csapatával. Ugyanebben az évben feljutottak a szlovák másodosztályba, és a 2016–2017-es szezonban már a Fortuna Ligába, a szlovák élvonalba való feljutásért küzdöttek.

## Partnercsapatok
Az alábbi klubok állnak kapcsolatban az FC ŠTK 1914 Šamorín csapatával:
- Fluminense FC (2015–2019)[6]
- FC DAC 1904 (2019–)[7]

## Jelenlegi keret
2024. december 16. szerint.
| #  |     | Poszt | Név                 |
| -- | --- | ----- | ------------------- |
| 1  | BRA | K     | Filipe              |
| 3  | SVK | KP    | Matúš Kucman        |
| 4  | EST | KP    | Nikita Vassiljev    |
| 5  | BRA | V     | Rhyan Modesto       |
| 6  | BRA | V     | Guilherme Varjão    |
| 7  | SVK | CS    | Bálint Csóka        |
| 8  | ARG | KP    | Aldo Baéz           |
| 9  | UKR | CS    | Maksym Pukhtieiev   |
| 10 | BRA | KP    | Fellipe Vieira      |
| 11 | UKR | CS    | Yevhen Leshchynskyi |
| 12 | SVK | K     | Attila Horvath      |
| 13 | SVK | V     | Adam Knaze          |
| 14 | SVK | V     | Balint Szolgai      |
| 15 | SVK | V     | Drasko Maric-Bjekic |

| #  |     | Poszt | Név                   |
| -- | --- | ----- | --------------------- |
| 16 | HUN | KP    | Vidnyánszky Mátyás    |
| 17 | HUN | KP    | Botond Angyal         |
| 19 | CZE | V     | Filip Raska           |
| 20 | SVK | CS    | Nino Ziga             |
| 21 | UKR | KP    | Roman Plyushch        |
| 22 | SVK | V     | Damian Kachut         |
| 24 | UKR | V     | Maksym Stryukov       |
| 25 | SVK | CS    | Zoran Zahradnik       |
| 26 | CRO | CS    | Bartol Barisic        |
| 27 | CIV | KP    | Abraham Landry Beugre |
| 28 | SEN | CS    | Alioune Sylla         |
| 30 | BRA | KP    | Riquelme              |
| —  | HUN | V     | Mitring Zsombor       |

## Edzői stáb
| Pozíció              | Név                |
| -------------------- | ------------------ |
| Vezetőedző           | Vladimir Vassiljev |
| Másodedző            | Nikita Brolin      |
| Másodedző            | Martin Stopka      |
| Menedzser            | Csaba Horváth      |
| Utánpótlás-menedzser | Juraj Hajdúch      |
| Kapusedző            | Juraj Baláž        |
| Masszőr              | Domsitz Márton     |
| Erőnléti edző        | Házi Bence         |

- Utoljára frissítve: 2024. március 1.

## Ismertebb játékosok
Ide tartoznak azok a játékosok, akik válogatottsággal rendelkeznek hazájuk színeiben. A félkövérrel kiemelt nevek azt jelzik, hogy a játékos Šamorín tagjaként képviselte hazáját.
- Ladislav Almási
- Borbély Balázs
- Evanilson
- Csaba Horváth
- Sainey Njie

## Ismertebb vezetőedzők
- Vladimír Koník (2011–12)
- Libor Fašiang (2013)
- Miroslav Hýll (2014)
- Jozef Kontír (2015 április – 2015 november)
- Mike Keeney (2016 január – 2017 január)
- Mika Lönnström (2017 január – 2018 március)
- Gustavo Leal (2018 március – 2018 december)
- Sanjin Alagić (2018 december – 2019 június)
- Branislav Sokoli (2019 június – 2019 október)
- Ján Blaháč (2019 október – 2020 december)
- Michal Kuruc (2021 február – 2022 december)
- Juraj Ančic (2023 január – 2023 november)
- Pavol Gregora (2023 november – 2023 december)
- Vladimir Vassiljev (2024 január –)

## Statisztikák
| Szezon  | Bajnokság | Helyezés | Megjegyzés | Szlovák Kupa |
| ------- | --------- | -------- | ---------- | ------------ |
| 2024–25 | 2. Liga   |          |            |              |
| 2023–24 | 2. Liga   | 11.      |            | Legjobb 16   |
| 2022–23 | 2. Liga   | 8.       |            | Negyeddöntő  |
| 2021–22 | 2. Liga   | 7.       |            | Nyolcaddöntő |
| 2020–21 | 2. Liga   | 6.       |            | Legjobb 16   |
| 2019–20 | 2. Liga   | 12.      |            | Legjobb 64   |

| Szezon  | Bajnokság | Helyezés | Megjegyzés | Szlovák Kupa |
| ------- | --------- | -------- | ---------- | ------------ |
| 2018–19 | 2. Liga   | 12.      |            | Nyolcaddöntő |
| 2017–18 | 2. Liga   | 7.       |            | Legjobb 32   |
| 2016–17 | 2. Liga   | 4.       |            | Legjobb 32   |
| 2015–16 | 3. Liga   | 1.       | Feljutott  | Legjobb 64   |

- Utoljára frissítve: 2024. december 16.
- Forrás:[8][9]

## Fordítás
- Ez a szócikk részben vagy egészben  a   FC ŠTK 1914 Šamorín című angol Wikipédia-szócikk ezen változatának fordításán alapul.  Az eredeti cikk szerkesztőit annak laptörténete sorolja fel. Ez a jelzés csupán a megfogalmazás eredetét és a szerzői jogokat jelzi, nem szolgál a cikkben szereplő információk forrásmegjelöléseként.